# Francis Vian
Francis Lucien Henri Vian (* 15. Juni 1917 in Privas, Département Ardèche; † 16. August 2008) war ein französischer Gräzist.

## Leben
Francis Vian, Sohn des Lehrers Victor Vian und seiner Frau Augusta, geborene Graille, besuchte Gymnasien (lycées) in Digne, Avignon und das Lycée du Parc in Lyon. Danach studierte er Klassische Philologie an der Universität Lyon. Nach dem Erwerb der Agrégation de grammaire unterrichtete er 1938 am Lycée Ampère in Lyon, 1945 am Lycée Marcelin-Berthelot in Saint-Maur-des-Fossés, 1946 am Lycée Michelet in Vanves, 1947 am Lycée Montaigne in Paris. Zugleich arbeitete er an seiner Dissertation über die Gigantomachie (die thèse principale ist den literarischen Zeugnissen gewidmet, die thèse complémentaire ist ein Répertoire der bildlichen Darstellungen), mit der er 1951 an der Sorbonne promoviert wurde. 1952 wurde er zum Professor für griechische Sprache und Literatur an der Universität Clermont-Ferrand ernannt. Von 1962 bis 1968 war er Doyen der Faculté des Lettres. 1967 gehörte zu dem Kreis, der die Association des professeurs de langues anciennes de l'enseignement supérieur (APLAES) gründete. Von 1967 bis 1970 war er deren erster Präsident. 1968 wechselte er an die Faculté des lettres et sciences humaines in Nanterre, aus der die Université Paris X Nanterre entstanden ist. 1986 wurde er emeritiert.
Vian war Officier der Légion d’honneur und Commandeur des Ordre national du Mérite und des Ordre des Palmes Académiques. Seit 1980 war er korrespondierendes Mitglied der British Academy.
Vian hat 1947 Suzanne Stapfer geheiratet, mit der er zwei Töchter und zwei Söhne hatte.

## Forschungsschwerpunkte
Vian arbeitete zur griechischen Mythologie (zur Gigantomachie und zum Ursprung Thebens bei Kadmos und den Sparten) und zum mythologischen Epos des Hellenismus und der Spätantike. In seinen mythologischen Arbeiten übernahm er das dreigliedrige Modell der Funktionen (Priester, Krieger, Bauern) in der indoeuropäischen Gesellschaft (französisch fonction tripartite) von Georges Dumézil und versuchte, es in der Triade der Könige von Orchomenos (Eteokles, Phlegyas, Minyas) und im Mythos von Typhon nachzuweisen. Auf die strukturalistische Mythenanalyse und -interpretation ist er jedoch nicht mehr eingegangen, sondern hat sich der Editionsphilologie zugewandt. Er legte in der Reihe Collections des universités de France des Pariser Verlages Les Belles Lettres textkritische Editionen der Argonautika des Apollonios von Rhodos, der Posthomerica des Quintus von Smyrna, der Dionysiaka des Nonnos von Panopolis (eines Epos über den Gott Dionysos in 48 Büchern) und der Argonautika Orphika, teils begleitet von Studien zur Überlieferungsgeschichte (Quintus von Smyrna, Argonautika Orphika) vor. Er hat auch zur Rezeption der griechischen Dichtung in der italienischen Renaissance (bei Angelo Poliziano) veröffentlicht.
Zu seinen Schülern zählen Pierre Chuvin, Hélène Frangoulis und Bernard Gerlaud.

## Schriften (Auswahl)
- Ein ausführliches Schriftenverzeichnis findet sich in: Domenico Accorinti, Pierre Chuvin (Hrsg.): Des Géants à Dionysos. Mélanges de mythologie et de poésie grecques offerts à Francis Vian. Edizioni dell’Orso, Alessandria 2003 (Hellenica, 10).

- La Guerre des Géants. Le Mythe avant l'époque hellénistique. C. Klincksieck, Paris 1952 (thèse principale).
- Répertoire des gigantomachies figurées dans l'art grec et romain. C. Klincksieck, Paris 1951 (thèse complémentaire).
- Histoire de la tradition manuscrite de Quintus de Smyrne. PUF, Paris 1959.
- Apollonios de Rhodes, Argonautiques, Chant III. Édition, commentaire et traduction. PUF, Paris 1961. – Rez. von Jean Irigoin, in: Revue des Études Grecques 76, 1963, S. 494–495 (Digitalisat).
- Recherches sur les Posthomerica  de Quintus de Smyrne. C. Klincksieck, Paris 1963 (Études et commentaires, 30).
- Les Origines de Thèbes. Cadmos et les Spartes. C. Klincksieck, Paris 1963 (Études et commentaires, 48).
- Quintus de Smyrne, La Suite d'Homère. 3 Bände. Société d’Édition „Les Belles Lettres“, Paris 1963, 1966, 1969 (mit französischer Übersetzung).
- Apollonios de Rhodes, Argonautiques. 3 Bände. Société d’Édition „Les Belles Lettres“, Paris 1974, 1980, 1981 (Tome I: Chants I–II. Texte établi et commenté par Francis Vian et traduit par Émile Delage, 1974; Tome II: Chant III. Texte établi et commenté par Francis Vian et traduit par Émile Delage, 1980; Tome III: Chant IV. Texte établi et commenté par Francis Vian, traduit par Émile Delage et Francis Vian, 1981).
- Nonnos de Panopolis, Les Dionysiaques. Sous la direction de Francis Vian. 19 Bde. Société d’Édition „Les Belles Lettres“, Paris 1976–2006 (Texte établi et traduit par Francis Vian: Tome I: ch. I–II, 1976; Tome IX: ch. XXV–XXIX, 1990; Tome VII: ch. XVIII–XIX, 1992; Tome VIII: ch. XX–XXIV, 1994; Tome V: ch. XI–XIII, 1995; Tome X: ch. XXX–XXXII, 1997; Tome XVIII: ch. XLVIII, 2003; mit Marie-Christine Fayant, Tome XIX: Index général des noms propres, 2007) (textkritische Gesamtausgabe und französische Übersetzung; neben Francis Vian und unter seiner Leitung wurden die übrigen Bände von seinen Schülern Pierre Chuvin, Gisèle Chrétien, Bernard Gerlaud, Joelle Gerbeau, Hélène Frangoulis, Bernadette Simon, Marie-Christine Fayant herausgegeben) – Rez. von Tome I und II durch Georges Nachtergael, in: L'Antiquité Classique 51, 1982, S. 414–415 (Digitalisat).
- La Tradition manuscrite des Argonautiques orphiques. In: Revue d'Histoire des Textes 9, 1979, S. 1–46.
- L’epopee grecque. In: Actes du Xe congres de l'Association Guillaume Budé (Toulouse, 8–12 avril 1978). Paris 1980, S. 49–81.
- Lexique de Quintus de Smyrne. Société d’Édition „Les Belles Lettres“, Paris 1984.
- Les Argonautiques orphiques. Société d’Édition „Les Belles Lettres“, Paris 1987, ISBN 2-251-00389-4 (kritische Edition mit französischer Übersetzung).
- mit Mary B. Moore: Gigantes. In: Lexicon Iconographicum Mythologiae Classicae (LIMC). Band IV, Zürich/München 1988, S. 191–270.
- Théogamies et sotériologie chez Nonnos. In: Journal des savants 1994, S. 197–233 (Digitalisat).
- Ange Politien lecteur des poètes grecs. In: Ugo Criscuolo, Riccardo Maisano (Hrsg.), Synodia. Studia humanitatis Antonio Garzya septuagenario ab amicis atque discipulis dicata. M. D’Auria Editore, Neapel 1997, S. 981–992.
- Notes critiques et exégétiques aux hymnes orphiques. In: Revue des études anciennes 106, 2004, S. 133–146.
- Domenico Accorinti (Hrsg.): L'Epopée posthomérique. Recueil d'études. Ed. dell'Orso, Alessandria 2005 (Hellenica, 17) (Sammlung kleiner Schriften; Inhaltsverzeichnis).